# Madonna di Macerata
La Madonna di Macerata è un dipinto a tempera e oro su tela (59x41 cm) di Carlo Crivelli, databile al 1470 circa e conservato nei Musei civici di Palazzo Buonaccorsi a Macerata. È firmato "KAROLUS CRIVELLUS VENETUS PINXIT 1470 FERMIS" su un frammento di tela ritagliata attaccato sul retro.

## Storia
Pervenuta con un riquadro di tela sul retro su cui sono inscritte la firma con il luogo e l’anno di realizzazione – Fermo, 1470 – si pensava che quest’opera fosse una tavola trasferita su tela nei primi anni dell’Ottocento, accorgimento molto diffuso all'epoca per ragioni di praticità e conservazione delle opere. Il dipinto è evidentemente una sezione tagliata da una pala d'altare più grande, ma la sua storia risulta essere ancora enigmatica e molto più interessante. Dal più recente restauro del 2022, ad opera di Daphne De Luca, è emerso che la Madonna con il Bambino è infatti l’unica opera documentata su tela del maestro veneto, rappresentando così un unicum assoluto nella sua produzione artistica. Sebbene non sia ancora del tutto chiara la motivazione dell’impiego di questo supporto, forse dovuto a richieste avanzate dalla committenza (di cui si sa molto poco) o per ragioni di trasporto, è comunque innegabile che si tratti di una scoperta incredibilmente rilevante per l’arte di Crivelli. 
L'opera è stata messa in relazione con una pala d'altare o un polittico già nella chiesa dei Minori Osservanti di Macerata, di cui fa cenno il Lanzi (1789). Nel 1835 Amico Ricci ricordò come nel 1799 la chiesa era stata danneggiata da un incendio che aveva distrutto il dipinto. La Madonna maceratese e una Pietà nel Fogg Art Museum di Cambridge (Massachusetts) (proveniente dalla collezione Caccialupi di Macerata e molto ridipinta, per cui vittima più che probabile delle traversie) dovrebbero quindi essere gli unici frammenti salvati, anche se più recenti studi assegnano la Pietà, realizzata peraltro su tavola, e non su tela, come la Madonna con il Bambino di Macerata, ad un altro polittico smembrato del pittore veneziano, già a Force. 
Sia la qualità della fibra che le sgranature del colore testimoniano l'autenticità del frammento con la firma sul retro, anche se c'è chi ha ipotizzato che possa provenire da un'altra opera perduta. Da questa Madonna Girolamo di Giovanni trasse una copia nella cappella della frazione montana di Malvezzi presso Bolognola, in provincia di Macerata, oggi alla Pinacoteca civica di Camerino.

## Descrizione e stile
Su un astratto fondo oro, il frammento mostra la Madonna rivolge lo sguardo all’osservatore mentre il Bambino si stringe a lei, nel rispetto di quell’iconografia della tenerezza che era ancora diffusa nell’Italia del XV secolo e che trova qui delle influenze della stagione padovana di Donatello, sebbene parzialmente reinterpretate da Crivelli sotto una lente più sentimentale. La cura dei dettagli riprende le tendenze fiamminghe e si accosta alla resa dei delicati lineamenti dei volti del gruppo divino, ma è data grande attenzione anche ai dettagli dell’abbigliamento: Crivelli dipinge persino il punto in cui lo spillo fissa il tessuto del velo sulla testa della Vergine e veste quest’ultima di un mantello blu decorato con melagrane d’oro su cui spicca la Stella di Betlemme, foderandolo interamente di verde oliva come voleva una tradizione pittorica già consolidata a Venezia nel Trecento. La tela doveva più o meno apparire, nella sua interezza, come l’affresco staccato della Madonna con il Bambino e angeli, oggi ai Musei civici di Camerino, di Giovanni Angelo di Antonio da Bolognola, verosimilmente ispiratosi all’opera del maestro veneto.

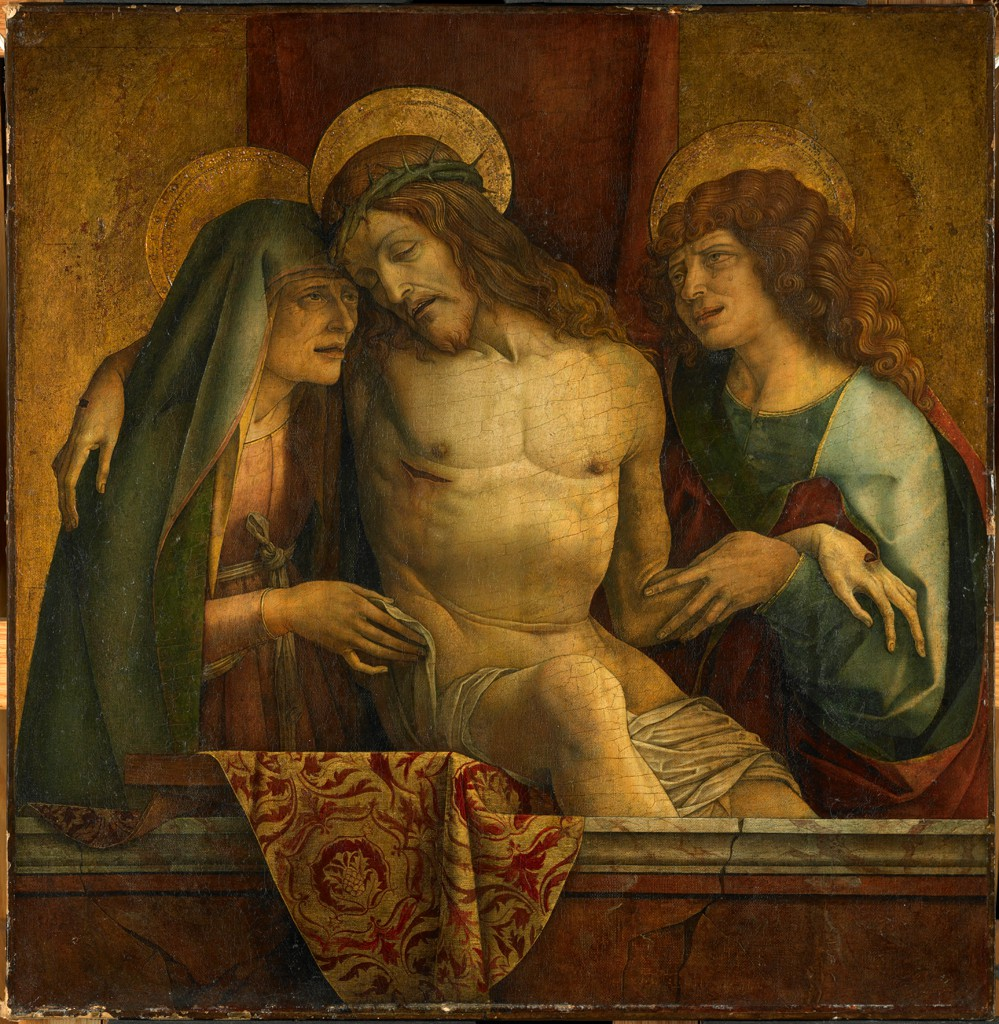
Carlo Crivelli, Pietà, Cambridge, Fogg Art Museum
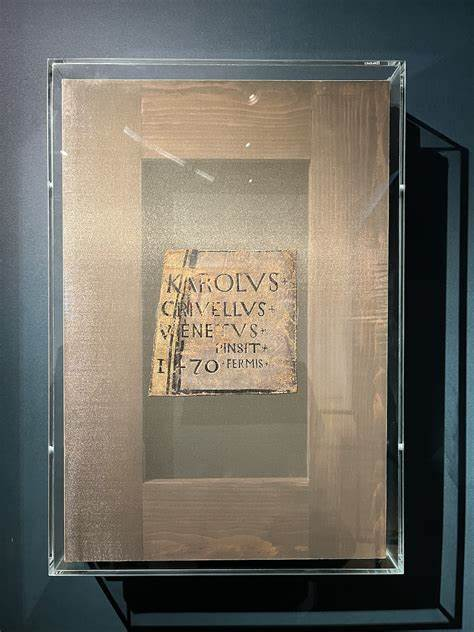
Frammento di tela pervenuto insieme alla Madonna con il Bambino, Musei civici di Palazzo Buonaccorsi

1. ↑  Sulle vicende di restauro dell'opera e sulla scoperta del supporto originale: F. Coltrinari, D. De Luca, G. Pascucci (a cura di), Il restauro della Madonna di Macerata di Carlo Crivelli. La riscoperta di un capolavoro su tela, Roma, Tab Edizioni, 2023.
2. 1 2  De Luca, 2023, pp. 59-86.
3. ↑  Coltrinari, 2023, p. 32.
4. ↑  Coltrinari, 2022, p. 25.
5. ↑  Coltrinari, 2023, p. 36.
6. ↑  Pascucci, scheda 1, in Coltrinari, Pascucci, 2022, p. 120.
7. ↑  Schmidt, 2024, p. 537.
8. ↑  Lightbown, 2004, p. 151.
9. ↑  Coltrinari, 2023, p. 35.